# Into the New World (singolo)
Into the New World (다시 만난 세계?, Dasi Mannan SegyeLR) è un brano del gruppo musicale sudcoreano Girls' Generation, pubblicato come singolo il 5 agosto 2007.
Il brano inizialmente doveva essere la title track di quello che doveva essere il secondo album di un gruppo della SM Entertainment, le M.I.L.K.
Il brano è stato prodotto dal fondatore e presidente dell'etichetta discografica SM Entertainment, Lee Soo-man.
Nel tempo il brano è diventato un inno per diverse iniziative di protesta  grazie ai potenti versi quali:
눈 앞에선 우리의 거친 길은
알 수 없는 미래와 벽
바꾸지 않아, 포기할 수 없어
C'è una strada accidentata davanti a noi 
Con un futuro e ostacoli sconosciuti 
Non cambierò, non posso arrendermi,

## Tracce
CD singolo e download digitale
1. Into the New World (Korean: 다시 만난 세계) - 04:25
2. Beginning - 3:03
3. Perfect For You (Korean: 소원) - 03:14
4. Into the New World (Instrumental Version) - 04:25

Durata totale: 15:07
Into the New World – Remix
1. Into the New World (Remix) - 04:30

## Classifiche
| Classifica (2011) | Posizione massima |
| ----------------- | ----------------- |
| Corea del Sud     | 10                |

## Riconoscimenti

### Premi dei programmi musicali
| Programma   | Data            |
| ----------- | --------------- |
| M Countdown | 11 ottobre 2007 |